# Violeta Arnaiz
Violeta Arnaiz (* 4. Februar 2000) ist eine chilenische Leichtathletin, die im Sprint und im Hürdenlauf an den Start geht. Aktuell ist sie Inhaberin des Landesrekordes im 400-Meter-Hürdenlauf.

## Sportliche Laufbahn
Erste Erfahrungen bei internationalen Meisterschaften sammelte Violeta Arnaiz im Jahr 2016, als sie bei den U18-Südamerikameisterschaften in Concordia in 64,41 s den fünften Platz im 400-Meter-Hürdenlauf belegte. 2023 schied er bei den Panamerikanischen Spielen in Santiago de Chile mit 60,78 s in der ersten Runde aus und im Jahr darauf kam sie bei den Ibero-Amerikanischen Meisterschaften in Cuiabá nicht ins Ziel. Zudem belegte sie dort mit der chilenischen 4-mal-400-Meter-Staffel in 3:38,04 min den vierten Platz. 2025 belegte sie bei den Südamerikameisterschaften in Mar del Plata in 3:24,13 min den vierten Platz in der Mixed-Staffel und gewann mit der Frauenstaffel in 3:37,64 min gemeinsam mit Stephanie Saavedra, Antonia Ramírez und Martina Weil die Bronzemedaille hinter den Teams aus Kolumbien und Brasilien. 
In den Jahren 2023 und 2024 wurde Arnaiz chilenische Meisterin im 400-Meter-Hürdenlauf.

## Persönliche Bestzeiten
- 400 Meter: 54,57 s, 15. Juni 2024 in Heusden-Zolder
- 400 m Hürden: 57,53 s, 30. Juni 2024 in Brüssel